# Illice rhodocraspis
Illice rhodocraspis là một loài bướm đêm thuộc phân họ Arctiinae, họ Erebidae.